# Percey F. Smith
Percey Franklyn Smith (* 21. August 1867 in Nyack; † 1956) war ein US-amerikanischer Mathematiker und Professor an der Sheffield Scientific School der Yale University.
Er studierte Mathematik an der Sheffield Scientific School der Yale University, wobei er das reguläre Studium 1888 abschloss und 1891 das Doktorat erhielt mit einer Dissertation über Liniengeometrie nach Julius Plücker. 1888 wurde er Instruktor für Mathematik in Yale bis 1894, gefolgt von akademischen Studien in Deutschland und Frankreich an den Universitäten von  Göttingen, Berlin, Paris. Nach der Rückkehr zu Yale wurde er 1896 Assistenzprofessor für Mathematik bis 1900, danach Professor bis 1936.
Er schrieb einige Arbeiten über die Kugelgeometrie von Sophus Lie, und ist der Autor verschiedener Lehrbücher wie The elements of analytic geometry (1904), New analytic geometry (1912), Theoretical mechanics (1910).
Der Titel "Percey F. Smith Professor of Mathematics" wird in Yale immer noch benutzt.

## Veröffentlichungen (Auswahl)
1. ↑  Smith, Percey F.: On a Transformation of Laguerre. In: Annals of Mathematics. 1. Jahrgang, 1900, S. 153–172 (archive.org).
2. ↑  Smith, Percey F.: On Surfaces Enveloped by Spheres Belonging to a Linear Spherical Complex. In: Transactions of the American Mathematical Society. 1. Jahrgang, 1900, S. 371–390 (archive.org).
3. ↑  Smith, Percey F.: On Sophus Lie's Representation of Imaginaries in Plane Geometry. In: Annals of Mathematics. 3. Jahrgang, 1901, S. 166–179 (archive.org).
4. ↑  Smith, Percey F.: Geometry Within a Linear Spherical Complex. In: Transactions of the American Mathematical Society. 2. Jahrgang, 1901, S. 235–248 (archive.org).
5. ↑  Werke von Percey F. Smith bei Open Library